# Lambert Pargáč
Lambert Pargáč (* 27. září 1932) byl slovenský a československý politik Komunistické strany Slovenska a poslanec Sněmovny národů Federálního shromáždění za normalizace.

## Biografie
K roku 1976 se profesně uvádí jako zámečník.
Ve volbách roku 1976 zasedl do slovenské části Sněmovny národů (volební obvod č. 89 - Levice, Západoslovenský kraj). Mandát obhájil ve volbách roku 1981 (obvod Levice) a volbách roku 1986 (obvod Levice). Ve Federálním shromáždění setrval do konce funkčního období, tedy do svobodných voleb roku 1990. Netýkal se ho proces kooptací do Federálního shromáždění po sametové revoluci.